# Taalfout
Een taalfout is een afwijking van de taalregels die door een dominante gemeenschap als juist wordt ervaren. Taalfouten kunnen onder meer veroorzaakt worden door het regiolect, etnolect, sociolect of het idiolect van de taalgebruiker, neurologisch of psychologisch falen bij de taalgebruiker of een nog onvoltooide taalverwerving bij de taalgebruiker. Ook kan er sprake van opzet zijn.

## Taalfouten en dominante norm

### Noodzakelijke regels
Een taalgemeenschap is een gemeenschap van sprekers die geacht worden dezelfde taal te spreken. Die taal is aan een aantal regels gebonden, die niet door mensen bedacht zijn, en die ook niet bewust worden gehanteerd. Men past ze zonder enige reflectie toe.
- Voor het Nederlands is een van die regels: "Het bijvoeglijk naamwoord gaat doorgaans aan het zelfstandig naamwoord vooraf."
- Voor het Frans is het juist andersom.
- Een taalregel van het Indonesisch luidt: "De woordklemtoon valt doorgaans op de voorlaatste lettergreep."
- Een taalregel van het Hongaars luidt: "De woordklemtoon valt altijd op de eerste lettergreep."

Het is de taak van de descriptieve taalkunde deze regels te ontdekken, te beschrijven en de systematiek erin te onderkennen.
Dat alle sprekers in een taalgemeenschap een en dezelfde taal spreken, is echter deels een fictie. Er bestaan talloze taalvarianten: binnen een taalgemeenschap zijn geen twee sprekers te vinden die precies dezelfde taal bezigen. Er zijn verschillen in idiolect (persoonsgebonden taalgebruik) op het gebied van bijvoorbeeld woordenschat en uitspraak, van zinsbouw en intonatie. Ook sociolecten (taalvarianten met sociale of sociologische achtergrond) en regiolecten (regionale varianten) lopen uiteen. De gebezigde taalvariant hangt ook nog af van de aangesprokene en de situatie.

### Opgelegde regels
Deze variaties worden in de ene taalgemeenschap gemakkelijker geaccepteerd dan in de andere: zo is er in Engeland (gedoeld wordt dus op de geografische eenheid, niet de linguïstische) minder weerstand tegen regiolecten dan in Nederland. Toch valt in de meeste ontwikkelde taalgemeenschappen de hang naar een norm, een standaardtaal, te onderkennen. Die norm wordt vaak gevonden in die taalvariant die om de een of andere reden veel prestige geniet: bijvoorbeeld door culturele, politieke of economische dominantie van de sprekers die die variant gebruiken.
Afwijkingen van de dominante norm zullen dan als taalfout worden aangemerkt. Daarbij gaat het dus niet om afwijkingen van de regels die noodzakelijkerwijs aan taalgebruik ten grondslag liggen, maar om afwijkingen van de dominante taalvariant. Zelfs als die afwijkingen zeer veelvuldig voorkomen, worden zij als fout gezien: het taalgebruik wordt beschouwd als "onbeschaafd", "ongeletterd", "onontwikkeld", of krijgt een andere afkeurende kwalificatie.
In dit hoofdstuk is met nadruk van de dominante norm sprake. Er zijn ook andere normen, zoals de norm waaraan jeugdige gebruikers van straattaal geacht worden te voldoen. Die niet-dominante normen gelden dus voor een subgroep, niet voor de taalgemeenschap als geheel.

### Voorbeelden
Enkele voorbeelden op verschillende taalniveaus van het Nederlands zijn:
- uitspraak: vele varianten van de /a/, bijvoorbeeld de Utrechtse /oa/ in

"Kwis nie dajje kwoad wier!"
("Ik wist niet dat je kwaad werd!")
of "Amstahdam/Amstardam", in de Gooise uitspraak wordt de /r/ na een klinker niet of op zijn Engels uitgesproken
("Amsterdam" met een lichte tril-/r/ is de algemene Nederlandse uitspraak)
- vormleer: bijvoorbeeld het wegvallen van een slot-/t/, zoals in "Kwis" hierboven, of in andere regiolecten het wegvallen van het ge-voorvoegsel bij een voltooid deelwoord:

"'tis beurd."
("Het is gebeurd.")
- syntaxis: bijvoorbeeld het veelvoorkomend gebruik van hun als onderwerp in

"hun hebben";
("zij hebben")
- lexicon: woorden kunnen in een foute betekenis worden gebruikt:

"criticaster" betekent "onbillijk of onbevoegd recensent, muggenzifter, vitter", maar wordt vaak gebezigd in de foute betekenis van "criticus";
ook foute woordvormen komen voor:
"behartenswaardig" is een foute afleiding van het werkwoord "behartigen"; daarom is "behartigenswaardig" juist.
- spelling: De meest verhitte debatten doen zich voor op het gebied van de juiste spelling van woorden; dit is ook het enige terrein waarop de Belgische, Nederlandse en Surinaamse regeringen tot normgeving zijn overgegaan. Voorbeelden kunnen hier achterwege blijven.
- logica: zowel bij woordvormen als in de zinsbouw worden wel logische fouten onderkend, bijvoorbeeld:

"enigste" wordt vaak als logische fout beschouwd, want, luidt de redenering, eniger dan enig is onmogelijk;
"enige" is dan de enig juiste vorm.
"Hij was een van de eersten die de Matterhorn beklom" is in strijd met de logica, omdat de bijzin ("die...") verwijst naar eersten. De norm schrijft voor:
"Hij was een van de eersten die de Matterhorn beklommen."
Bekende onlogische taalfouten van de Nederlandse Spoorwegen (gemaakt door omroepende conducteurs aan het begin of eind van een treinrit) zijn:
"Een hele goedemorgen/-middag/-avond"
"Heel" is een bijwoord en wordt niet verbogen, "hele" wordt hier als een bijvoeglijk naamwoord gebruikt en suggereert onbedoeld de tegenstelling met "halve" ("een halve goedemorgen"?), maar de conducteur bedoelt "een heel goede morgen/middag/avond".
"U wordt vriendelijk verzocht ...uit of over te stappen"
De keuze is onlogisch, je kunt niet overstappen zonder eerst uit te stappen.
"Denkt u om uw bagage en neemt u die mee"
Dat is dubbelop, want om je bagage denken betekent al er voor zorgen, dus hem meenemen.
- diverse foute combinaties:

contaminaties als:
"ik besefte me dat" (contaminatie van ik realiseerde me dat en ik besefte dat)
pleonasmen als:
"een ronde cirkel" (dit is dubbelop, een cirkel is vanzelf altijd al rond)
behoren tot de taalfouten die de taalgebruiker door hun taalinstructeurs op energieke wijze worden afgeleerd.

### Labiliteit van de norm
De besproken normen zijn in het taalgebruik niet noodzakelijk; wie ervan afwijkt, plaatst zich weliswaar buiten een sociale norm, of buiten een geconstrueerd taalsysteem, maar hij spreekt nog altijd gebruikelijke en doorgaans begrijpelijke taal.

#### Variabel criterium
Wanneer van een taalfout gesproken zal worden, en wanneer niet, is voor de taalkundige moeilijk te voorspellen. Het lijkt erop dat eigenaardigheden die met een regiolect te maken hebben (regionaal accent, afwijkende morfologie, gebruik van elders niet voorkomende woorden) niet snel als taalfout worden aangemerkt: eerder wordt de spreker geacht "plat" te praten. Het concept "taalfout" is vanuit de beschrijvende taalkunde gezien dan ook een wankel idee, dat tamelijk willekeurig postvat, en waarover de opvattingen van tijd tot tijd, van groep tot groep kunnen verschillen.

#### Waardeoordeel
De negatieve waardering van fout geacht taalgebruik varieert ook naargelang van de omstandigheden. Zo zal een taalfout in een literair overzichtswerk "ernstiger" worden opgevat dan een taalfout in een brief van iemand die aan schrijven weinig gewend is. Uiteenlopend zijn de opvattingen over taalfouten op het internet, die in bijvoorbeeld weblogs en chatrooms veelvuldig en ogenschijnlijk systematisch voorkomen. De taaljournalist Ewoud Sanders heeft er zelfs een van zijn boekjes goeddeels aan gewijd. Het draagt de illustratieve titel Aarsrivalen, scheldkarbonades en terminale baden, en het voorplat juicht:  'n onverbitterlijke beststeller (moet zijn aartsrivalen, scheldkannonades en termaalbaden en 'n onverbiddelijke bestseller).

#### Frequentie en norm
Het is zelfs mogelijk dat een bepaalde taalfout veelvuldiger voorkomt dan het "correct" geachte alternatief. Dit kan ertoe leiden dat de fout uiteindelijk tot norm verheven wordt, aldus de aanvankelijke norm verdringend; maar dit is geen vaste regel. Normen kunnen ook dermate geïnstitutionaliseerd zijn dat zij niet of moeilijk het veld ruimen.

#### Kritiek op het concept
Hoewel de normatieve benadering dus in vele maatschappijen en taalgemeenschappen is ingebed, bestaat er ook veel kritiek op. Zie het artikel Normatieve grammatica.

### Hypercorrectie
De angst voor prestigeverlies kan bij taalgebruikers groot zijn. Zij doen er dan alles aan om "fouten", afwijkingen van de norm, te vermijden. Dit kan ertoe leiden dat men het te goed wil doen, en een "fout" vermijdt die juist helemaal geen fout is. Het taalgebruik is dan te correct, en dit heet hypercorrectie.
- Taalgebruikers leren dat na een vergrotende trap "dan" hoort te worden gebruikt (maar dat is in het Nederlands niet verplicht):

"Hij is net vijftien, en hij is nu al groter als zijn vader" zou dan niet mogen; het moet zijn denkt men:
"Hij is net vijftien, en hij is nu al groter dan zijn vader."
De taalgebruiker kan nu concluderen dat hij, waar twee grootheden worden vergeleken, altijd "dan" moet gebruiken, en zegt voortaan:
"Hij is net zo groot dan zijn broertje."
Maar deze vervanging van het goede "als" door het foute "dan" is in dit geval onjuist: het is niet correct maar hypercorrect.
- Ook in de uitspraak komt hypercorrectie voor, met name bij het hardop lezen van teksten. Vooroorlogse geluidsopnamen laten horen dat de (nieuws)lezer het lidwoord als "den" uitspreekt, terwijl deze vorm was beperkt tot de schrijftaal; in de ongedwongen spreektaal zei men allang "de".

Vergelijkbaar is de hedendaagse uitspraak van het lidwoord "het". Dat wordt nagenoeg altijd uitgesproken als "ut", maar nieuwslezers zeggen bijzonder vaak "hét": een leesuitspraak.
Echte "fouten" levert zo'n leesuitspraak niet op: hier geldt opnieuw dat de afwijking van het spraakgebruik niet wordt geacht tot een fout te leiden, en de luisteraar kan het gebruik zelfs wel "netjes" vinden. Het criterium voor wat een taalfout is en wat niet, blijkt daarmee opnieuw subjectief.

## Taalfouten, pathologie en psychologie

### Taalpathologie
Afwijkingen van het aanvaarde taalgebruik kunnen ook door tijdelijke of blijvende stoornissen in het taalgebruik ontstaan.

#### Afasie
Indien een persoon wiens taalgebruik voorheen normaal was, een beschadiging van bepaalde hersengedeelten ondergaat, kan de taalbeheersing geschaad worden. Deze afasie, die ook door ouderdom kan ontstaan, of juist in de ontwikkelingsfase, kent diverse vormen. Een aantal voorbeelden zijn:
- het onvermogen zich te uiten
- ongrammaticale spraak
- zeer langzame spraak
- vloeiend taalgebruik, dat echter inhoudloos is
- het onvermogen taal te begrijpen
- het onvermogen de woorden van een gesprekspartner te herhalen
- het onvermogen zich bij één onderwerp te houden.

De gebreken kunnen zich op verschillende taalniveaus manifesteren: het doorzien van de klankstructuur, het begrijpen van een woordbetekenis, het doorgronden van de zinsbouw.

#### Dyslexie
Andere patiënten hebben moeilijkheden die beperkt zijn tot het schriftelijk taalgebruik, en daarbij kan het gaan om leesvaardigheid, correct spellen, schrijfvaardigheid, of om een combinatie van die vaardigheden. Die moeilijkheden variëren in sterkte, van gematigd tot zeer ernstig. Het gebrek heet dyslexie, en is lange tijd slecht begrepen: aan een negentiende-eeuwse hypothese, dat het verschijnsel een visuele oorzaak zou hebben, danken wij de term "woordblindheid". In feite bestaan er twee soorten:
- verworven dyslexie, ontstaan door een hersenbeschadiging, en
- ontwikkelingsdyslexie, waarbij het leren lezen moeilijkheden geeft.

Bekende taalfouten waaraan dyslexie ten grondslag ligt, zijn het omdraaien van letters en als gevolg daarvan het verwisselen van klanken. Pit kan dan worden gelezen of geschreven als tip. Maar de patiënt kan ook een p verwarren met een q.
Als de patiënt geen grafische tekens meer herkent, hoewel hij goed kan zien, is het lezen voor hem dus onmogelijk: dit wordt wel alexie genoemd. Het onvermogen te schrijven noemt men wel agrafie. Beide stoornissen worden niet tot de "zuivere" afasie gerekend.

#### Taalpathologie en spraakpathologie
De hierboven beschreven taalpathologie moet worden onderscheiden van spraakpathologie. Bij de laatste gaat het om spraakgebreken die fysiologische en/of anatomische oorzaken hebben; te denken valt aan een gespleten verhemelte.

## Taalfouten en taalverwerving

### Taalverwerving
Dat taalfouten voorkomen bij het verwerven van een eerste of tweede taal, is iedereen bekend. Deze fouten kunnen zich alweer op alle niveaus van taalgebruik voordoen.
Bij tweedetaalverwerving worden zij vaak gemaakt onder invloed van de moedertaal. Zie het artikel Interferentie (taalkunde).
Taalfouten bij het leren van de moedertaal zelf kunnen verschillende oorzaken hebben.
- Het gebruik van het zogenaamde "kinds", een taalsoort door volwassenen wel tegen kinderen gebezigd, kan eigenlijk niet als fout worden gezien. Het is een variant, die zowel in een "zangerige" intonatie als in specifiek woordgebruik tot uitdrukking komt. Deze "kindertaal" is door de volwassenen zelf geconstrueerd, met woorden of andere taalelementen die zij "des kinds" achten:

"Wil jij die meneer dan de centjes geven?"
(De lezer kan zich hierbij tevens een specifieke intonatie voorstellen.)
Dit kan voor het kind wellicht een geruststellende werking hebben, maar dat effect is dan niet gelegen in het taalgebruik, maar in de klaarblijkelijk vriendelijke intentie van de volwassene. Zuiver linguïstisch beschouwd valt niet in te zien waardoor een lerend kind minder moeite zou hebben met het woord "centjes" dan met het woord "geld".
- Fundamenteler zijn de incidentele en systematische fouten die ieder kind maakt.

Tot de incidentele fouten behoren woordformaties die vaak creatief zijn, maar die in het algemeen gangbaar taalgebruik niet bestaan.
"Er zit een kikworst in de tuin!" (kikvors)
Bestaande woorden kunnen ook incidenteel in een onverwachte context worden gebruikt (wat niet onjuist hoeft te zijn!), zoals blijkt uit de titel van een van de vele bloemlezingen met kindertaal:
Juf, er zit een weduwe in de boom!
Het kind kan nog onvoldoende inzicht hebben in de werkelijkheidsindeling die de taal aanbrengt, bijvoorbeeld door verschuivende verwijzing van het persoonlijk voornaamwoord:
Ouder broertje: "Hier, dat snoepje is van jou."
Jonger broertje, huilend: "Nietes! Niet waar! Dat snoepje is van mij, hoor!"
Systematische fouten komen met name in de grammatica voor. Het Nederlandstalige kind leert op een gegeven moment dat de verleden tijd een uitgang -de of -te heeft, en dus:
"Ik slaapte nog niet, hoor!" (ik sliep)
Maar het systeem kent ook uitzonderingen: in dit geval de onregelmatige verleden tijden zoals "sliep". Dit heeft het kind blijkbaar nog niet geleerd. Hier is sprake van oversystematisering.
De bij taalverwerving gemaakte taalfouten worden soms als problematisch ervaren. Dit is waarschijnlijk een onjuist gezichtspunt: veeleer zijn zij een normale overgangsfase in het taalverwervingsproces.

### Taalverlies door afleren
Ongeveer het tegenovergestelde komt men tegen bij emigranten. Indien bij hen de moedertaal minder gebruikt wordt, zal na verloop van tijd (dit kan jaren duren) taalverlies optreden: de oorspronkelijke taal gaat interferentie vertonen van de aangenomen tweede taal. Een Nederlander komt terug om de familie te bezoeken, maar blijkt een Canadees accent te hebben ontwikkeld; sommige woorden kan hij zich niet herinneren, en aldus doorspekt hij zijn Nederlands met Engelse equivalenten; ook zijn zinsbouw is afwijkend geworden.
Sommige emigrantengemeenschappen blijven de moedertaal nauwlettend in ere houden, en spreken die onderling ook steeds. Hier treedt het taalverlies (althans bij de oorspronkelijke, oudere generatie) veel minder op dan in bovenbedoeld geval. Wel kan de taal afwijkingen gaan vertonen van de stamtaal, maar daarmee is een nieuwe taalvariant (dialect, regiolect) geboren: van taalfouten is hier eigenlijk geen sprake.

## Opzettelijk taalfouten maken
Soms worden taalfouten (taalvaudjes) met opzet gemaakt; hier is dus sprake van bewuste normdoorbreking.
- Dit kan ironisch of humoristisch bedoeld zijn:
Ook al weet de projectleider dat zijn functie met korte ei geschreven wordt, ondertekent hij misschien zijn volgende nota aan de medewerkers met projectlijder, als die weten dat hij het zwaar te verduren had van de opdrachtgever.

- Door onverschilligheid, luiheid of zuinigheid doet men niet de moeite een tekst, die opnieuw moet worden gedrukt, aan te passen aan de nieuwe spelling. Men neemt die "enkele spellingfouten" er dan maar bij.

- Als men meent dat een fout woord beter aanslaat bij het (doel-)publiek dan het juiste woord.
Zo blijft het gallicisme "wij solderen" in Vlaanderen hardnekkig standhouden in de koopjesperiode; zelfs als de minister die dit gebruikt daarop gewezen wordt, luidt het antwoord: "Ik weet het wel, maar ik wil zeker zijn dat de mensen weten wat ik bedoel".

- Uit snobisme, betweterij gebruikt men onnodig verouderde of vreemde woorden, ook al bestaat daar een uitstekend Nederlands alternatief voor. Vaak leidt dit niet tot echte fouten, wel tot het verkennen van de grenzen van de norm.

- Uit principieel verzet weigert men de juiste spelling toe te passen.
Zo werd Veto, het tijdschrift gemaakt door en voor studenten van de Katholieke Universiteit Leuven, jarenlang in de Spelling-Geerts opgesteld.[2]